# 조이 랜싱

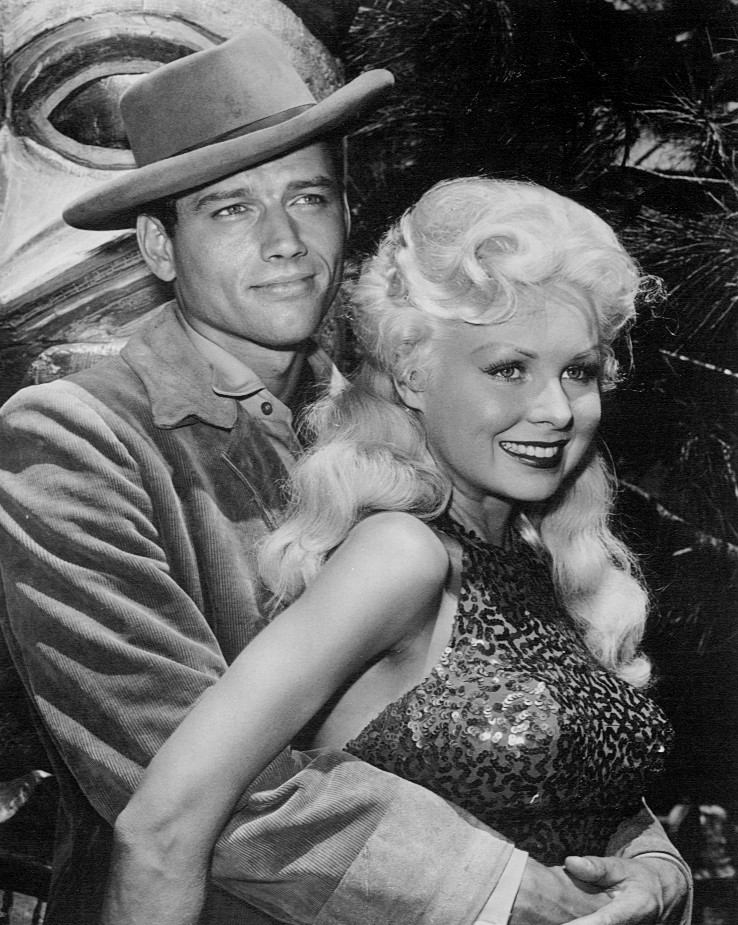

조이 랜싱(Joi Lansing, 1928년 4월 6일 ~ 1972년 8월 7일)은 미국의 가수, 배우, 모델이다.
솔트레이크시티에서 태어났으며 샌타모니카에서 사망하였다. 사인은 유방암이다.

## 출연 작품
- 슈퍼맨 - 73년작 (1973년)
- 빅풋 (1970년)
- 위기의 남자 (1965년)
- 후 워스 댓 레이디 (1960년)
- 홀 인 더 헤드 (1959년)
- 외계에서 온 여왕 (1958년)
- 검은함정 (1958년)
- 젊음의 원천 (1956년)
- 메리 위도우 (1952년)
- 사랑은 비를 타고 (1952년)
- 브로드웨이로 가는 두 장의 티켓 (1951년)
- 테이크 미 아웃 투 더 볼 게임 (1949년)
- 즐거운 여름 (1949년)
- 줄리아 미스비헤이브 (1948년)
- 린다 비 굿 (1947년)

### 텔레비전
- 비버리 힐빌리즈 (1962년)